# Press Club Polska
Press Club Polska (PCP) – organizacja twórcza ludzi mediów powstała w 2009 roku.

## Opis
Wspiera zawodowo dziennikarzy oraz dba o prawa obywateli do rzetelnych informacji. Należy do International Association of Press Clubs (IAPC) i European Federation of Press Clubs. Press Club Polska jest instytucją non-profit, utrzymuje się z wpływów od członków i darczyńców.
W Radzie Press Clubu Polska zasiadają Edyta Krześniak, Małgorzata Naukowicz, Magdalena Rigamonti, Marcin Lewicki, Jacek Marczewski, Wojciech Tumidalski i Jarosław Włodarczyk. Siedziba mieści się w Pałacu Rembielińskiego w Alejach Ujazdowskich.
W związku z projektem Marszałka Sejmu Marka Kuchcińskiego, aby od 1 stycznia 2017 roku dziennikarze nie mieli dostępu do budynków Sejmu i Senatu RP, Press Club Polska zorganizował protest 28 redakcji (m.in. Dziennik Gazeta Prawna, Fakt, Gazeta Polska, Gazeta Wyborcza, Najwyższy Czas!, Newsweek, Onet.pl, Polsat News, Radio Zet, RMF FM, Rzeczpospolita, Super Express, TVN, Tygodnik Powszechny, Wirtualna Polska, Wprost). Wystosowano list do Marszałka Sejmu, który jednak nie wstrzymał prac nad projektem. Dlatego 16 grudnia 2016 roku Press Club Polska wspólnie z większością polskich redakcji informacyjnych zorganizował Dzień bez polityków czyli bojkot polityków na antenach i łamach wszystkich redakcji. Tego dnia po południu rozpoczęła się blokada Sejmu przez polityków opozycji pod hasłem Wolne media. W styczniu 2017 roku Marek Kuchciński wycofał się z propozycji zamknięcia budynków parlamentu dla dziennikarzy.
W 2019 roku Press Club rozpoczął prace nad pozyskaniem i digitalizacją rejestrów dzienników i czasopism prowadzonych regionalnie przez 47 sądów okręgowych w Polsce. Od 2020 roku Wykaz dzienników i czasopism jest dostępny na stronie internetowej organizacji.

## Nagrody Press Club Polska
- Nagroda im. Dariusza Fikusa za dziennikarstwo najwyższej próby[8] (od 2010 roku)
- Nagroda im. Macieja Płażyńskiego dla dziennikarzy i mediów służących Polonii[9] (od 2011 roku)
- Nagroda im. Kapitana Leszka Wiktorowicza[10] (od 2013 roku)
- Nagroda Dziennikarstwa Ekonomicznego Press Club Polska[11] (od 2016 roku)
- Nagroda im. Jarosława Ziętary za dziennikarstwo śledcze[12] (od 2023 roku)

Od 2013 roku Press Club Polska jest współorganizatorem wraz z IAPC międzynarodowej Nagrody Wolności Słowa.